# Bienvenidos al paraíso
Bienvenidos al paraíso es una película de comedia romántica del año 2024, dirigida por Ani Alva Helfer y escrita por José Ramón Alamá. El elenco está conformado por Tatiana Calmell y Andrés Salas en los roles protagónicos; junto a Katia Condos y Bruno Odar en los roles antagónicos; y Franco Cabrera, Patricia Barreto, Vicente Santos y Yisney Lagrange en los roles estelares. Se estrenó el 28 de marzo de 2024 en los cines peruanos.
Se puede ver en la plataforma de streaming Disney+.

## Sinopsis
Kiki (Tatiana Calmell) y Lucas (Andrés Salas), una joven pareja, viajan a República Dominicana para casarse. Los futuros suegros, Sofía (Katia Condos) y Gonzalo (Bruno Odar), no están muy contentos con la decisión, pero sus mejores amigos Cata (Patricia Barreto) y Miki (Franco Cabrera) hacen todo lo posible para que el matrimonio sea perfecto. Un lugar paradisíaco, una boda de ensueño, una pareja ideal e invitados de lujo; la combinación perfecta para el desastre. Sofía pidió un vestido de novia para su hija, pese a la oposición a la boda con Lucas, pero Cata dijo que se casara en ropa de baño por el clima del Caribe.

## Elenco
Los actores que participan en esta película son:
- Tatiana Calmell como Kiki.
- Andrés Salas como Lucas.
- Vicente Santos como Vicente.
- Franco Cabrera como Miki, amigo de Lucas.
- Patricia Barreto como Cata, mejor amiga de Kiki.
- Yisney Lagrange como Mónica.
- Katia Condos como Sofía, madre de Kiki.
- Bruno Odar como Gonzalo, padre de Kiki.

## Producción
El rodaje comenzó el 15 de mayo de 2023 en las playas de República Dominicana, con la colaboración de la empresa Disney. Adicionalmente, la película contó con la presencia de los productores de las películas La ciudad perdida y Shotgun Wedding, quienes se sumaron al equipo de producción de la directora Ani Alva Helfer.
Fue el primer protagónico cinematográfico de la actriz y modelo Tatiana Calmell, quien se sumó al reparto principal tras su participación en la telenovela Princesas de América Televisión, pese de haber recibido críticas por su faceta en el modelaje.